# Équipe de France de rugby à XV à la Coupe du monde 1987
L'équipe de France de rugby à XV à la Coupe du monde 1987 termine deuxième après avoir été battue par l'équipe de Nouvelle-Zélande en finale.

## Liste des joueurs
Les joueurs ci-après ont joué pendant cette Coupe du monde 1987.

### Première ligne
- Jean-Pierre Garuet
- Daniel Dubroca (capitaine)
- Pascal Ondarts
- Philippe Dintrans
- Louis Armary
- Jean-Louis Tolot

### Deuxième ligne
- Jean Condom
- Alain Lorieux
- Francis Haget

### Troisième ligne
- Dominique Erbani
- Éric Champ
- Laurent Rodriguez
- Alain Carminati
- Jean-Luc Joinel

### Demi de mêlée
- Pierre Berbizier
- Rodolphe Modin

### Demi d’ouverture
- Franck Mesnel
- Didier Camberabero
- Guy Laporte

### Trois-quarts centre
- Philippe Sella
- Denis Charvet
- Éric Bonneval

### Trois-quarts aile
- Patrick Estève
- Patrice Lagisquet
- Marc Andrieu

### Arrière
- Serge Blanco
- Jean-Baptiste Lafond (n'a pas joué)

## Statistiques

### Meilleurs réalisateurs
- Didier Camberabero : 53 points
- Guy Laporte : 42 points
- Serge Blanco : 16 points
- Patrice Lagisquet : 16 points
- Laurent Rodriguez : 16 points

### Meilleurs marqueurs d'essais
- Denis Charvet : 4 essais
- Didier Camberabero : 4 essais
- Patrice Lagisquet : 4 essais
- Laurent Rodriguez : 4 essais